# 순천제일고등학교
순천제일고등학교(順天第一高等學校)는 대한민국 전라남도 순천시 가곡동에 있는 공립 고등학교이다.

## 학교 연혁
- 2001년 9월 14일 : 순천제일고등학교 24학급 인가
- 2002년 3월 2일 : 순천제일고등학교 개교
- 2002년 4월 4일 : 개교기념일 제정
- 2003년 10월 10일 : 신축교사로 이전(순천시 중앙로 491-8)
- 2005년 2월 15일 : 제1회 262명 졸업
- 2008년 3월 15일 : 순천제일고등학교 배구부 창단
- 2010년 3월 1일 : 교육과학기술부 자율학교 지정 승인
- 2016년 3월 1일 : 교육부 자율학교 재지정 승인
- 2024년 9월 1일 : 제9대 정현준 교장 부임
- 2025년 2월 6일 : 제21회 185명 졸업(총 5,382명)

## 참고 자료
- 순천제일고등학교 - 한국교육학술정보원 학교알리미